# Selección de fútbol de Kenia
La selección de fútbol de Kenia, representante de su país, Kenia, es dirigida por la Federación de Fútbol de Kenia (FFK), pertenece a la CAF y a la FIFA. Esta selección nunca ha calificado para disputar el mundial de fútbol. Sin embargo, su mejor clasificación en la FIFA fue el 68.º en diciembre del 2008 pero en su contraparte, su peor puntuación fue de 137.º en julio de 2007.

## Historia

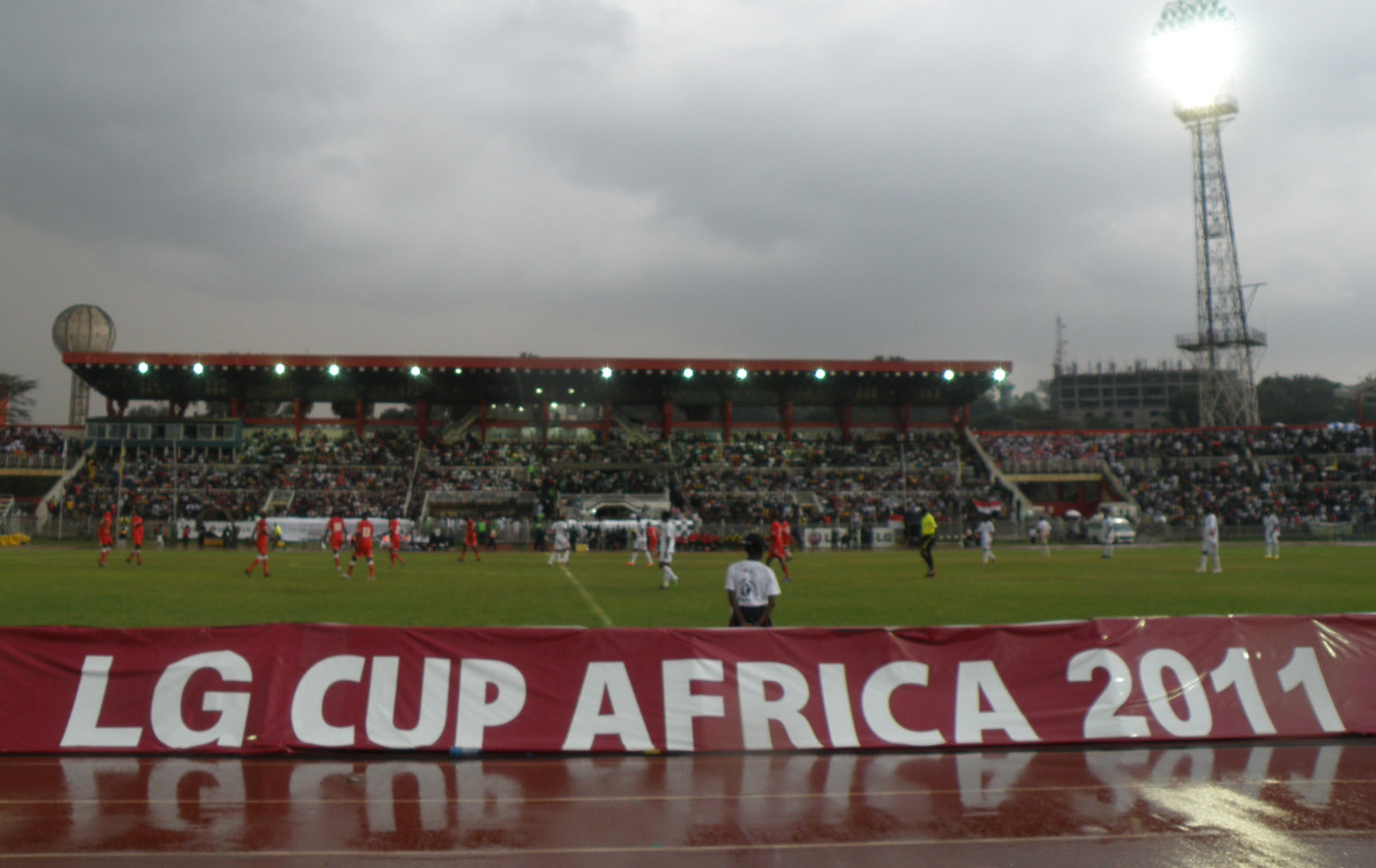
Kenia vs Sudán en la LG Cup Africa 2011.

La selección de Kenia disputó su primer partido internacional en 1926 contra Uganda empatando contra esta por 1:1. La selección de Kenia no tuvo continuidad en los años siguientes hasta cuando en 1972 tuvo su primera participación en la Copa Africana de Naciones.
En el año 1972 debutó en la Copa Africana de Naciones quedando eliminado en la fase de grupo después de su derrota inicial de 1:2 frente a Camerún, para luego empatar 1:1 con Malí y luego volver a empatar 1:1 esta vez con Togo.
Durante 1988 tuvo su segunda participación en la Copa Africana, donde tampoco superó la primera ronda tras ser derrotado 0:3 a manos de Nigeria y luego perder 0:3 nuevamente frente a Egipto y solo conseguir un empate de 0:0 contra Camerún. Dos años después tuvieron su tercera participación en la Copa Africana donde debuta empatando sin goles contra Senegal, para luego caer derrotados por la mínima a manos de Zambia y ya para terminar la fase de grupos cae derrotado por 0:2 al enfrentar a Camerún.
En el año 2004 fue nuevamente partícipe de la Copa Africana celebrada en ese mismo año y en la cual debuta perdiendo por 1:3 frente a Malí, para luego ser goleado por 0:3 frente a Senegal y ya para terminar la fase de grupo salva una victoria de 3:0 frente a Burkina Faso.

## Suspensiones
La FIFA suspendió a Kenia de todas las actividades futbolísticas durante 3 meses en 2004, debido a la interferencia del gobierno en las actividades futbolísticas. La prohibición se revocó después de que el país acordó crear nuevos estatutos.
El 25 de octubre de 2006, Kenia fue suspendida del fútbol internacional por no cumplir con un acuerdo de enero de 2006 hecho para resolver problemas recurrentes en su federación. La FIFA anunció que la suspensión estaría vigente hasta que la federación cumpla con los acuerdos alcanzados previamente.
El 24 de febrero de 2022, la FIFA suspendió a Kenia por "interferencias gubernamentales" de cualquier actividad relacionada con el fútbol. No obstante, en noviembre del mismo año, el Bureau del Consejo de la FIFA decidió levantar la suspensión impuesta a partir de la rehabilitación del comité ejecutivo de la Football Kenya Federation.
El 14 de enero de 2023, la FKF declaró que había suspendido a 14 jugadores, incluidos seis jugadores del Zoo Kericho FC y dos entrenadores por acusaciones de amaño de partidos.

## Últimos y próximos partidos
Actualizado al último partido jugado el 17 de agosto de 2025
| Fecha      | Ciudad        | Local    | Resultado | Visitante           | Competición                            |
| ---------- | ------------- | -------- | --------- | ------------------- | -------------------------------------- |
| 02-11-2024 | Kampala       | Kenia    | 1:1       | Sudán del Sur       | Clasificación Campeonato Africano 2025 |
| 15-11-2024 | Johannesburgo | Zimbabue | 1:1       | Kenia               | Clas. Copa Africana de Naciones 2025   |
| 19-11-2024 | Polokwane     | Kenia    | 0:0       | Namibia             | Clas. Copa Africana de Naciones 2025   |
| 04-01-2025 | Pemba         | Kenia    | 1:1       | Burkina Faso        | Partido amistoso                       |
| 07-01-2025 | Pemba         | Tanzania | 0:2       | Kenia               | Partido amistoso                       |
| 10-01-2025 | Pemba         | Zanzíbar | 1:0       | Kenia               | Partido amistoso                       |
| 20-03-2025 | Abiyán        | Gambia   | 1:1       | Kenia               | Clasificación Copa Mundial 2026        |
| 23-03-2025 | Nairobi       | Kenia    | 1:2       | Gabón               | Clasificación Copa Mundial 2026        |
| 07-06-2025 | Marrakech     | Chad     | 0:0       | Kenia               | Partido amistoso                       |
| 10-06-2025 | Marrakech     | Kenia    | 2:1       | Chad                | Partido amistoso                       |
| 03-08-2025 | Nairobi       | Kenia    | 1:0       | Rep. Dem. del Congo | Campeonato Africano 2025               |
| 07-08-2025 | Nairobi       | Kenia    | 1:1       | Angola              | Campeonato Africano 2025               |
| 10-08-2025 | Nairobi       | Kenia    | 1:0       | Marruecos           | Campeonato Africano 2025               |
| 17-08-2025 | Nairobi       | Kenia    | 1:0       | Zambia              | Campeonato Africano 2025               |
| 22-08-2025 | Nairobi       | Kenia    | -:-       | Madagascar          | Campeonato Africano 2025               |

## Estadísticas

### Copa Mundial de Fútbol
| Copa Mundial de Fútbol | Copa Mundial de Fútbol | Copa Mundial de Fútbol | Copa Mundial de Fútbol | Copa Mundial de Fútbol | Copa Mundial de Fútbol | Copa Mundial de Fútbol | Copa Mundial de Fútbol |
| Año                    | Ronda                  | J                      | G                      | E                      | P                      | GF                     | GC                     |
| ---------------------- | ---------------------- | ---------------------- | ---------------------- | ---------------------- | ---------------------- | ---------------------- | ---------------------- |
| 1930 - 1970            | No participó           | No participó           | No participó           | No participó           | No participó           | No participó           | No participó           |
| 1974                   | No clasificó           | No clasificó           | No clasificó           | No clasificó           | No clasificó           | No clasificó           | No clasificó           |
| 1978                   | No clasificó           | No clasificó           | No clasificó           | No clasificó           | No clasificó           | No clasificó           | No clasificó           |
| 1982                   | No clasificó           | No clasificó           | No clasificó           | No clasificó           | No clasificó           | No clasificó           | No clasificó           |
| 1986                   | No clasificó           | No clasificó           | No clasificó           | No clasificó           | No clasificó           | No clasificó           | No clasificó           |
| 1990                   | No clasificó           | No clasificó           | No clasificó           | No clasificó           | No clasificó           | No clasificó           | No clasificó           |
| 1994                   | No clasificó           | No clasificó           | No clasificó           | No clasificó           | No clasificó           | No clasificó           | No clasificó           |
| 1998                   | No clasificó           | No clasificó           | No clasificó           | No clasificó           | No clasificó           | No clasificó           | No clasificó           |
| 2002                   | No clasificó           | No clasificó           | No clasificó           | No clasificó           | No clasificó           | No clasificó           | No clasificó           |
| 2006                   | No clasificó           | No clasificó           | No clasificó           | No clasificó           | No clasificó           | No clasificó           | No clasificó           |
| 2010                   | No clasificó           | No clasificó           | No clasificó           | No clasificó           | No clasificó           | No clasificó           | No clasificó           |
| 2014                   | No clasificó           | No clasificó           | No clasificó           | No clasificó           | No clasificó           | No clasificó           | No clasificó           |
| 2018                   | No clasificó           | No clasificó           | No clasificó           | No clasificó           | No clasificó           | No clasificó           | No clasificó           |
| 2022                   | No clasificó           | No clasificó           | No clasificó           | No clasificó           | No clasificó           | No clasificó           | No clasificó           |
| 2026                   | Por disputarse         | Por disputarse         | Por disputarse         | Por disputarse         | Por disputarse         | Por disputarse         | Por disputarse         |
| 2030                   | Por disputarse         | Por disputarse         | Por disputarse         | Por disputarse         | Por disputarse         | Por disputarse         | Por disputarse         |
| 2034                   | Por disputarse         | Por disputarse         | Por disputarse         | Por disputarse         | Por disputarse         | Por disputarse         | Por disputarse         |
| Total                  | 0/22                   | -                      | -                      | -                      | -                      | -                      | -                      |

### Copa Africana de Naciones
| Copa Africana de Naciones | Copa Africana de Naciones | Copa Africana de Naciones | Copa Africana de Naciones | Copa Africana de Naciones | Copa Africana de Naciones | Copa Africana de Naciones | Copa Africana de Naciones |
| Año                       | Ronda                     | J                         | G                         | E                         | P                         | GF                        | GC                        |
| ------------------------- | ------------------------- | ------------------------- | ------------------------- | ------------------------- | ------------------------- | ------------------------- | ------------------------- |
| 1957                      | No participó              | No participó              | No participó              | No participó              | No participó              | No participó              | No participó              |
| 1959                      | No participó              | No participó              | No participó              | No participó              | No participó              | No participó              | No participó              |
| 1962                      | No clasificó              | No clasificó              | No clasificó              | No clasificó              | No clasificó              | No clasificó              | No clasificó              |
| 1963                      | No clasificó              | No clasificó              | No clasificó              | No clasificó              | No clasificó              | No clasificó              | No clasificó              |
| 1965                      | No clasificó              | No clasificó              | No clasificó              | No clasificó              | No clasificó              | No clasificó              | No clasificó              |
| 1968                      | No clasificó              | No clasificó              | No clasificó              | No clasificó              | No clasificó              | No clasificó              | No clasificó              |
| 1970                      | No clasificó              | No clasificó              | No clasificó              | No clasificó              | No clasificó              | No clasificó              | No clasificó              |
| 1972                      | Fase de grupos            | 3                         | 0                         | 2                         | 1                         | 3                         | 4                         |
| 1974                      | No clasificó              | No clasificó              | No clasificó              | No clasificó              | No clasificó              | No clasificó              | No clasificó              |
| 1976                      | No clasificó              | No clasificó              | No clasificó              | No clasificó              | No clasificó              | No clasificó              | No clasificó              |
| 1978                      | No clasificó              | No clasificó              | No clasificó              | No clasificó              | No clasificó              | No clasificó              | No clasificó              |
| 1980                      | No clasificó              | No clasificó              | No clasificó              | No clasificó              | No clasificó              | No clasificó              | No clasificó              |
| 1982                      | No clasificó              | No clasificó              | No clasificó              | No clasificó              | No clasificó              | No clasificó              | No clasificó              |
| 1984                      | No participó              | No participó              | No participó              | No participó              | No participó              | No participó              | No participó              |
| 1986                      | No clasificó              | No clasificó              | No clasificó              | No clasificó              | No clasificó              | No clasificó              | No clasificó              |
| 1988                      | Fase de grupos            | 3                         | 0                         | 1                         | 2                         | 0                         | 6                         |
| 1990                      | Fase de grupos            | 3                         | 0                         | 1                         | 2                         | 0                         | 3                         |
| 1992                      | Fase de grupos            | 2                         | 0                         | 0                         | 2                         | 1                         | 5                         |
| 1994                      | No clasificó              | No clasificó              | No clasificó              | No clasificó              | No clasificó              | No clasificó              | No clasificó              |
| 1996                      | Se retiró                 | Se retiró                 | Se retiró                 | Se retiró                 | Se retiró                 | Se retiró                 | Se retiró                 |
| 1998                      | No clasificó              | No clasificó              | No clasificó              | No clasificó              | No clasificó              | No clasificó              | No clasificó              |
| 2000                      | No clasificó              | No clasificó              | No clasificó              | No clasificó              | No clasificó              | No clasificó              | No clasificó              |
| 2002                      | No clasificó              | No clasificó              | No clasificó              | No clasificó              | No clasificó              | No clasificó              | No clasificó              |
| 2004                      | Fase de grupos            | 3                         | 1                         | 0                         | 2                         | 4                         | 6                         |
| 2006                      | No clasificó              | No clasificó              | No clasificó              | No clasificó              | No clasificó              | No clasificó              | No clasificó              |
| 2008                      | No clasificó              | No clasificó              | No clasificó              | No clasificó              | No clasificó              | No clasificó              | No clasificó              |
| 2010                      | No clasificó              | No clasificó              | No clasificó              | No clasificó              | No clasificó              | No clasificó              | No clasificó              |
| 2012                      | No clasificó              | No clasificó              | No clasificó              | No clasificó              | No clasificó              | No clasificó              | No clasificó              |
| 2013                      | No clasificó              | No clasificó              | No clasificó              | No clasificó              | No clasificó              | No clasificó              | No clasificó              |
| 2015                      | No clasificó              | No clasificó              | No clasificó              | No clasificó              | No clasificó              | No clasificó              | No clasificó              |
| 2017                      | No clasificó              | No clasificó              | No clasificó              | No clasificó              | No clasificó              | No clasificó              | No clasificó              |
| 2019                      | Fase de grupos            | 3                         | 1                         | 0                         | 2                         | 3                         | 7                         |
| 2021                      | No clasificó              | No clasificó              | No clasificó              | No clasificó              | No clasificó              | No clasificó              | No clasificó              |
| 2023                      | Suspendido                | Suspendido                | Suspendido                | Suspendido                | Suspendido                | Suspendido                | Suspendido                |
| 2025                      | No clasificó              | No clasificó              | No clasificó              | No clasificó              | No clasificó              | No clasificó              | No clasificó              |
| 2027                      | Clasificado por anfitrión | Clasificado por anfitrión | Clasificado por anfitrión | Clasificado por anfitrión | Clasificado por anfitrión | Clasificado por anfitrión | Clasificado por anfitrión |
| Total                     | 7/36                      | 17                        | 2                         | 4                         | 11                        | 11                        | 31                        |

## Selección local

### Campeonato Africano de Naciones
| Campeonato Africano de Naciones | Campeonato Africano de Naciones | Campeonato Africano de Naciones | Campeonato Africano de Naciones | Campeonato Africano de Naciones | Campeonato Africano de Naciones | Campeonato Africano de Naciones | Campeonato Africano de Naciones |
| Año                             | Ronda                           | J                               | G                               | E                               | P                               | GF                              | GC                              |
| ------------------------------- | ------------------------------- | ------------------------------- | ------------------------------- | ------------------------------- | ------------------------------- | ------------------------------- | ------------------------------- |
| 2009                            | No clasificó                    | No clasificó                    | No clasificó                    | No clasificó                    | No clasificó                    | No clasificó                    | No clasificó                    |
| 2011                            | No clasificó                    | No clasificó                    | No clasificó                    | No clasificó                    | No clasificó                    | No clasificó                    | No clasificó                    |
| 2014                            | No clasificó                    | No clasificó                    | No clasificó                    | No clasificó                    | No clasificó                    | No clasificó                    | No clasificó                    |
| 2016                            | No clasificó                    | No clasificó                    | No clasificó                    | No clasificó                    | No clasificó                    | No clasificó                    | No clasificó                    |
| 2018                            | Descalificado                   | Descalificado                   | Descalificado                   | Descalificado                   | Descalificado                   | Descalificado                   | Descalificado                   |
| 2021                            | No clasificó                    | No clasificó                    | No clasificó                    | No clasificó                    | No clasificó                    | No clasificó                    | No clasificó                    |
| 2023                            | Suspendido                      | Suspendido                      | Suspendido                      | Suspendido                      | Suspendido                      | Suspendido                      | Suspendido                      |
| 2025                            | Clasificado por anfitrión       | Clasificado por anfitrión       | Clasificado por anfitrión       | Clasificado por anfitrión       | Clasificado por anfitrión       | Clasificado por anfitrión       | Clasificado por anfitrión       |
| Total                           | 1/8                             | -                               | -                               | -                               | -                               | -                               | -                               |

## Palmarés
- Copa Gossage (12): 1926, 1931, 1941, 1942, 1944, 1946, 1953, 1958, 1959, 1960, 1961 y 1966.
- Copa Senior Challenge para el Este y Centro de África (2): 1967 y 1971.
- Copa CECAFA (7): 1975, 1981, 1982, 1983, 2002, 2013 y 2017

## Jugadores

### Última convocatoria
| N.º | Nombre             | Posición      | Edad    | PJ | Goles | Club                    |
| --- | ------------------ | ------------- | ------- | -- | ----- | ----------------------- |
| 1   | Ian Otieno         | Portero       | 32 años | 10 | 0     | Zesco United            |
| 30  | Farouk Shikhalo    | Portero       | 28 años | 1  | 0     | KMC                     |
| 23  | Joseph Okoth       | Portero       | 31 años | 2  | 0     | KCB                     |
| 5   | Musa Mohammed      | Defensa       | 34 años | 44 | 0     | Lusaka Dynamos          |
| 3   | Aboud Omar         | Defensa       | 32 años | 40 | 0     | AEL                     |
| 4   | David Ochieng      | Defensa       | 32 años | 35 | 2     | Mathare United          |
| 13  | Eric Ouma          | Defensa       | 29 años | 34 | 0     | AIK                     |
| 2   | Joseph Okumu       | Defensa       | 28 años | 18 | 0     | KAA Gent                |
| 16  | David Owino        | Defensa       | 36 años | 66 | 2     | NAPSA Stars             |
| 6   | Richard Odada      | Defensa       | 24 años | 4  | 2     | Metalac                 |
| 17  | Teddy Akumu        | Mediocampista | 32 años | 45 | 0     | Kaizer Chiefs           |
| 11  | Clifton Miheso     | Mediocampista | 32 años | 43 | 7     | Gor Mahia               |
| 22  | Hassan Abdallah    | Mediocampista | 29 años | 16 | 6     | Bandari                 |
| 19  | Eric Johana Omondi | Mediocampista | 31 años | 36 | 4     | Jönköping               |
| 15  | Ismael Athuman     | Mediocampista | 30 años | 11 | 0     | Real Murcia             |
| 10  | Kenneth Muguna     | Mediocampista | 29 años | 24 | 2     | Azam                    |
| 2   | Victor Wanyama     | Mediocampista | 34 años | 64 | 8     | CF Montreal             |
| 7   | Cliff Nyakeya      | Mediocampista | 30 años | 8  | 2     | Al Masry                |
| 29  | Anthony Wambani    | Mediocampista | 26 años | 3  | 0     | Vasalunds               |
| 27  | Amos Nondi         | Mediocampista | 26 años | 6  | 0     | Dila Gori               |
| 21  | Alwyn Tera         | Mediocampista | 28 años | 6  | 0     | Ararat-Armenia          |
| 31  | Frank Odhiambo     | Delantero     | 24 años | 1  | 0     | Djurgårdens IF          |
| 14  | Michael Olunga     | Delantero     | 31 años | 44 | 19    | Al-Duhail               |
| 9   | Ismael Dunga       | Delantero     | 32 años | 10 | 0     | Sagan Tosu              |
| 35  | Masoud Juma        | Delantero     | 29 años | 16 | 5     | Difaâ Hassani El Jadidi |

### Mas partidos
Los jugadores en negrita siguen activos.
| Posición | Jugador             | Partidos | Goles | Carrera   |
| -------- | ------------------- | -------- | ----- | --------- |
| 1        | Musa Otieno         | 90       | 9     | 1993–2009 |
| 2        | Jonathan Niva       | 88       | 10    | 1965–1976 |
| 3        | Allan Thigo         | 81       | 11    | 1969–1978 |
| 4        | John Nyawanga       | 80       | 17    | 1965–1976 |
| 5        | Dennis Oliech       | 76       | 34    | 2002–2015 |
| 6        | Robert Mambo Mumba  | 72       | 13    | 2000–2009 |
| 7        | Titus Mulama        | 71       | 8     | 2001–2012 |
| 8        | Francis Onyiso      | 70       | 0     | 1996–2011 |
| 9        | Wilberforce Mulamba | 68       | 14    | 1978–1988 |
| 9        | James Siang'a       | 68       | 0     | 1963–1975 |

### Máximos goleadores
| Posición | Jugador             | Goles | Partidos | Promedio | Carrera       |
| -------- | ------------------- | ----- | -------- | -------- | ------------- |
| 1        | William Ouma        | 35    | 66       | 0.53     | 1965–1977     |
| 2        | Dennis Oliech       | 34    | 76       | 0.45     | 2002–2015     |
| 3        | Elijah Lidonde      | 33    | 26       | 1.27     | 1950–1961     |
| 4        | Michael Olunga      | 29    | 58       | 0.5      | 2015–presente |
| 5        | Ali Kajo            | 26    | 32       | 0.81     | 1959–1969     |
| 5        | Livingstone Madegwa | 26    | 49       | 0.53     | 1964–1972     |
| 7        | Joe Kadenge         | 25    | 63       | 0.4      | 1957–1970     |
| 8        | John Baraza         | 21    | 52       | 0.4      | 2002–2011     |
| 9        | Daniel Nicodemus    | 17    | 34       | 0.5      | 1963–1972     |
| 9        | Mike Origi          | 17    | 48       | 0.35     | 1990–2004     |
| 9        | John Nyawanga       | 17    | 80       | 0.21     | 1965–1976     |

## Entrenadores
- Ray Bachelor (1961)
- Jack Gibbons (1966)
- Elijah Lidonde (1967)
- Eckhard Krautzun (1971)
- Jonathan Niva (jugador-entrenador 1972)
- Bernhard Zgoll (1974–1978)[8]
- Ray Wood (1975)
- Gregory Palakov (1979)
- Stephen Yongo (1979)
- Marshall Mulwa (1980–1983)
- Bernhard Zgoll (1984)[8]
- Reinhard Fabisch (1987)
- Christopher Makokha (1988)
- Mohammed Kheri (1988–1990)
- Gerry Saurer (1992)
- Mohammed Kheri (1995)
- Vojo Gardasevic (1996)
- Reinhard Fabisch (1997)
- Abdul Majid (1998)
- Christian Chukwu (1998)
- James Aggrey Siang'a (1999–2000)
- Reinhard Fabisch (2001–2002)
- Joe Kadenge (2002)
- Jacob Mulee (2003–2004)
- Twahir Muhiddin (2004–2005)[9]
- Mohammed Kheri (2005)[10]
- Bernard Lama (2006)
- Tom Olaba (2006)
- Jacob Mulee (2007–2008)
- Francis Kimanzi (2008–2009)
- Antoine Hey (2009)[11][12][13]
- Twahir Muhiddin (2009–2010)[14][15]
- Jacob Mulee (2010)[16][17]
- Zedekiah Otieno (2010–2011)
- Francis Kimanzi (2011–2012)
- Henri Michel (2012)[18][19]
- James Nandwa (interino- 2012–2013)[19]
- Adel Amrouche (2013–2014)[20][21]
- Bobby Williamson (2014–2016)[21]
- Stanley Okumbi (2016–2017)[22]
- Paul Put (2017–2018)[23][24]
- Stanley Okumbi (interino- 2018)[24][25]
- Sébastien Migné (2018–2019)[26][27]
- Francis Kimanzi (2019–2020)[28][29]
- Jacob Mulee (2020–2021)[30][31]
- Ken Odhiambo (interino- 2021)[31]
- Engin Fırat (2021)
- Alex Alumirah (2022)[32]
- Engin Fırat (2023–2024)
- Benni McCarthy (2025–)